# Sternuhr

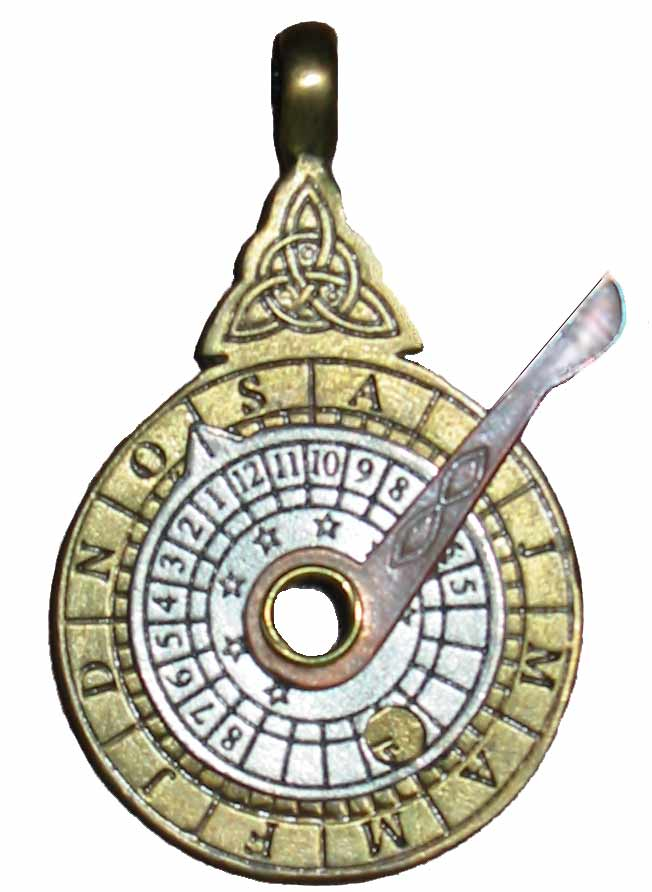
Eine etwa 5 Zentimeter große Sternuhr

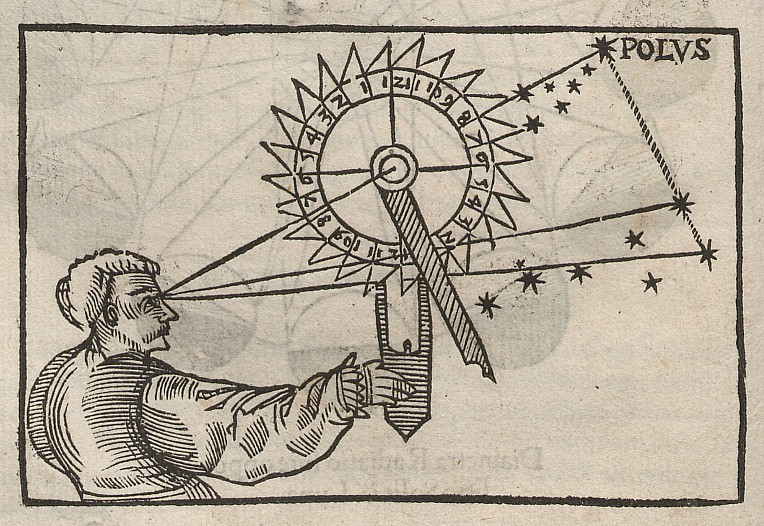
Historische Darstellung der Anwendung der Sternuhr

Eine Sternuhr, auch Nachtuhr, Nokturnal oder Nocturlabium, ist ein mittelalterliches Gerät zur Ermittlung der Nachtstunden anhand der Stellung der Sterne.
Eine auf der Nordhalbkugel verwendete Sternuhr benutzt gewöhnlich einen Stern des Großen Bären, den Stern Kochab des Kleinen Bären oder den Stern Schedir der Kassiopeia als Referenzpunkt.
Die früheste bekannte Beschreibung der Sternuhr stammt von Ramon Llull im Jahr 1295. Eine ausführliche Beschreibung findet sich im Instrument Buch bei Peter Apian. Eine weitere Erwähnung des Nocturlabiums erfolgte durch Martín Cortés de Albacar 1551 in seinem Werk Arte de Navegar.

## Funktionsweise

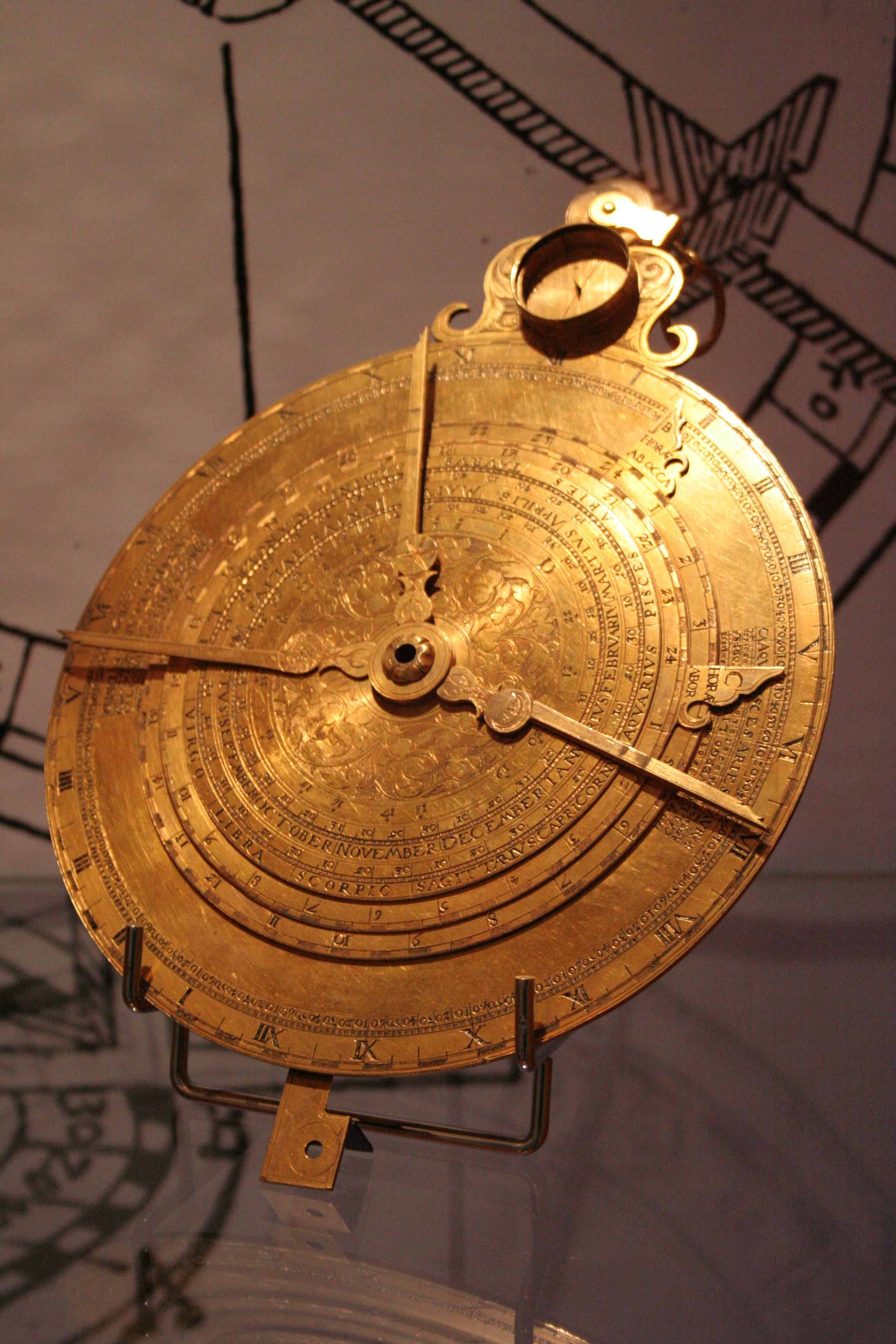
In Wien gefertigte Sternenuhr des Pariser Observatoriums

Das Instrument besitzt zwei übereinander liegende, drehbare Scheiben mit einem Zeiger und einem Loch in der Mitte. Auf der einen Scheibe mit den Monaten des Jahres wird das Tagesdatum eingestellt. Durch das Loch wird der Polarstern anvisiert und währenddessen der Zeiger auf den Polweiser (die Sterne α und β) des Großen Wagens gestellt. Auf der zweiten Scheibe lässt sich dann die Uhrzeit ablesen.

In Der Horologien, Oder Sonnenuhren von Sebastian Münster aus dem Jahre 1553 findet sich schließlich eine zeitgenössische Gebrauchsanweisung, die zu der hier gezeigten historischen Darstellung der Sternuhr von Peter Apian passt: 

„Wenn Du nun zur Nachtzeit wissen willst die Stunde der Nacht, so sollst Du also so tun. Dreh bei Tag das bewegliche Rädchen herum, bis der Zahn, bei dem die Zwölf steht, fällt auf deinen Tag im Kalender oder auf den Sonnengrad darin, die zur selbigen Zeit ist. So steht das Instrument für den selbigen Tag und ist gerichtet, wie es stehen soll. Nun wenn Du zur Nacht erwachest und begehrest vom Himmel zu wissen die Stunde vor oder nach Mitternacht, so nimm das Nocturnal in Deine Hand mit seinem Handgriff und heb es vor Deine Augen gegen den Polarstern und hab Acht, dass es nicht zu einer Seite hänge, nämlich zur linken oder zur rechten Hand und sehe durch das Loch zum Polarstern, sehe auch gleich damit die zwei hinteren Sterne, dass du die drei Sterne miteinander siehst. Einen durch das Loch und die anderen zwei außerhalb neben dem Umkreis dieses Instruments und wenn Du sie alle Drei ersehen hast, so halt das Nocturnal also still, bis Du die Regel über den Zeiger umhertreibst auf die zwei hinteren Sterne. Danach fange an zu zählen von dem Zahn der zwölften Stunde, hinter sich oder vor sich, was Du zum nächsten hast zur gestellten Regel, so wirst Du finden die Nachtstunde. Zählst Du zwei Zähne vom großen Zahn der zwölften Stunde und das zur linken Hand hin, so wird es zwei Stunden nach Mitternacht sein. Zählst Du einen Zahn zur rechten Hand von dem großen Zahn aus, so wird es sein um die elfte Stunde vor Mitternacht.“